# Jerome F. Donovan

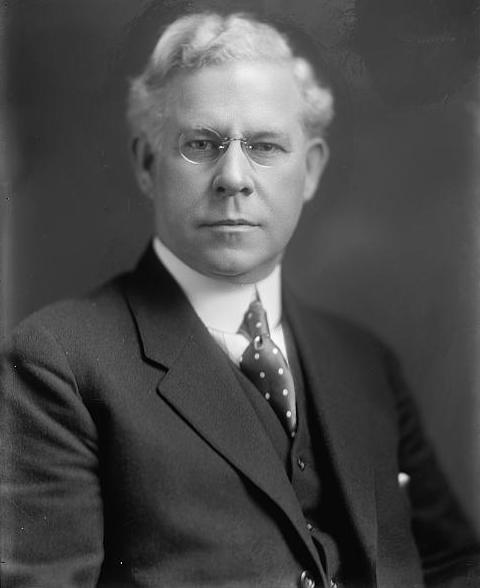
Jerome F. Donovan

Jerome Francis Donovan (* 1. Februar 1872 im New Haven, Connecticut; † 2. November 1949 in Stony Creek, Connecticut) war ein US-amerikanischer Jurist und Politiker. Zwischen 1918 und 1921 vertrat er den Bundesstaat New York im US-Repräsentantenhaus.

## Werdegang
Jerome Francis Donovan wurde ungefähr sieben Jahre nach dem Ende des Bürgerkrieges im New Haven County geboren. Er besuchte öffentliche Schulen. Danach studierte er Jura und graduierte 1894 an der rechtswissenschaftlichen Fakultät der Yale University. Nach dem Erhalt seiner Zulassung als Anwalt im selben Jahr begann er in New Haven zu praktizieren. Zwischen 1897 und 1903 diente er in der Kompanie C im 2. Regiment der Connecticut National Guard. Während dieser Zeit saß er zwischen 1901 und 1903 in der New York State Assembly. Ferner wurde er 1902 Auditor in New Haven – eine Tätigkeit, welcher er bis 1904 nachging. Er war zwischen 1904 und 1906 Secretary in der New Haven Civil Service Commission. 1910 zog er nach New York City, wo er im selben Jahr seine Zulassung als Anwalt in New York erhielt. Er war zwischen 1911 und 1913 als Special Deputy Attorney General in New York tätig. Politisch gehörte er der Demokratischen Partei an.
Er wurde 1918 in einer Nachwahl im 21. Wahlbezirk von New York in den 65. Kongress gewählt, um dort die Vakanz zu füllen, die durch den Rücktritt von George Murray Hulbert entstand. Seine Amtszeit begann am 5. März 1918. Er wurde einmal wiedergewählt. Bei seiner zweiten Wiederwahlkandidatur 1920 erlitt er eine Niederlage und schied nach dem 3. März 1921 aus dem Kongress aus.
Nach seiner Kongresszeit war er 1923 und 1924 als Deputy Attorney General im New York State Labor Department tätig. Danach ging er in New York City wieder seiner Tätigkeit als Anwalt nach, die er bis zu seinem Ruhestand 1936 ausübte. Er zog nach Stony Creek, wo er am 2. November 1949 verstarb. Zu jenem Zeitpunkt war der Zweite Weltkrieg ungefähr vier Jahre zu Ende. Sein Leichnam wurde dann auf dem St. Bernard’s Cemetery in New Haven beigesetzt.